# Пугин, Николай Андреевич
Никола́й Андре́евич Пу́гин (род. 30 июня 1940 года, с. Муханово Сосновского района Горьковской области) — президент ОАО ГАЗ, Министр автомобильной промышленности СССР (1986—1988), Министр автомобильного и сельскохозяйственного машиностроения СССР (1988—1991). Лауреат Государственной премии СССР.

## Биография
Родился 30 июня 1940 года в селе Муханово Нижегородской области. После окончания Павловского индустриального техникума в 1958 году пришёл работать на Горьковский автомобильный завод. Трудовую деятельность начал рабочим-станочником. Без отрыва от производства учился в Горьковском политехническом институте. В дальнейшем стал мастером, старшим мастером, заместителем начальника цеха. 
В 1981 году он становится техническим директором объединения ГАЗ, а в 1983 году был назначен Генеральным директором объединения.
В 1986 году он был переведён в Москву и назначен Министром автомобильной промышленности СССР. В 1988 году после реорганизации министерств он становится Министром автомобильного и сельскохозяйственного машиностроения. В 1991 году он был избран президентом «Автосельхозмаш-холдинг».
В 1994 году избран Президентом ОАО ГАЗ.
Член ЦК КПСС (1986—1990). Депутат Совета Союза Верховного Совета СССР 11 созыва (1984—1989) от Горьковской области. Пять раз избирался депутатом Законодательного Собрания Нижегородской области.

## Звания
- Действительный член Российской инженерной академии.
- Действительный член Международной инженерной академии.
- Действительный член Академии естественных наук[2]
- Почётный Президент Российской автомобильной федерации.

## Награды
- Орден «За заслуги перед Отечеством» II степени (1 июля 2000 года) — за выдающийся вклад в развитие автомобильной промышленности[3]
- Орден «За заслуги перед Отечеством» III степени (19 октября 1996 года) — за заслуги перед государством, многолетний добросовестный труд на предприятиях и в организациях машиностроительного комплекса и большой вклад в укрепление дружбы и сотрудничества между народами[4]
- Орден Трудового Красного Знамени (1982)
- Орден «Знак Почёта» (1977)
- Орден «За заслуги» II степени (26 июня 2000 года, Украина) — за весомый личный вклад в развитие российско-украинского сотрудничества в области машиностроения[5]
- Медаль «За трудовое отличие» (1974)
- Медаль «За доблестный труд. В ознаменование 100-летия со дня рождения Владимира Ильича Ленина» (1970)
- Медаль «300 лет Российскому флоту» (1996)
- Золотая медаль ВДНХ (1982)
- Государственная премия СССР (1985)
- Премия Нижнего Новгорода (1996)
- Почётный гражданин Нижегородской области (1999)[6]
- Почётный гражданин Нижнего Новгорода (1999)
- Почётный гражданин Автономной Республики Крым (1 марта 1999 года) — за весомый личный вклад в развитие экономики Автономной Республики Крым, создание и развитие автомобильной промышленности на полуострове, укрепление дружбы и сотрудничества между братскими народами[7]
- Почетный машиностроитель РФ (2000)
- Орден Нижегородской области «За гражданскую доблесть и честь» III степени (2010)
- Медаль «В память 800-летия Нижнего Новгорода» (12 июня 2021 года)[8]
- Заслуженный деятель науки и техники Автономной Республики Крым (12 июня 2000 года) — за большой личный вклад в экономику Автономной Республики Крым, укрепление сотрудничества между российскими и украинскими автомобилестроителями, разработку и внедрение в производство новых прогрессивных технологий, высокое профессиональное мастерство[9]
- Почётная грамота Совета Министров Республики Беларусь (26 января 2007 года) — за большой личный вклад в укрепление дружественных отношений и сотрудничества между Республикой Беларусь и Российской Федерацией[10]